# Maud Gonne
Pour les articles homonymes, voir Gonne.
Maud Gonne MacBride (en irlandais : Maud Nic Ghoinn Bean Mhic Giolla Bhríde), née le 21 décembre 1866 à Tongham (Angleterre) et morte le 27 avril 1953 à Clonskeagh (Irlande), est une comédienne et militante de la cause irlandaise. Surtout connue pour ses engagements dans le mouvement féministe et pour l’indépendance de l’Irlande, elle est la mère de Seán MacBride, l’un des cofondateurs d’Amnesty International. Elle demeure une icône du mouvement nationaliste. 

## Biographie

### Les premières années
Maud Gonne est la fille de Thomas Gonne, un colonel de l’armée britannique issu d'une riche famille irlandaise et d'Edith Cook. Deux ans après sa naissance, son père est affecté en Irlande. En 1871, sa mère meurt prématurément. Elle est envoyée à Paris pour y être élevée. En 1882, après un séjour à Rome, elle retrouve son père à Dublin.
En novembre 1886, à l'âge de vingt ans, elle revient en France où elle rencontre Lucien Millevoye, un journaliste et homme politique radical dont elle tombe amoureuse et dont elle finit par partager les idées. À la fin de ce même mois, son père meurt de la fièvre typhoïde en lui laissant un héritage de 20 000 £. En 1889, elle rencontre pour la première fois le poète William Butler Yeats. C’est le début d’une longue relation ambiguë.

### Militante et comédienne
1890 est l’année où elle s'installe en Irlande, dans le comté de Donegal. Elle milite contre les expulsions des familles pauvres. Cette action se traduit par la construction de refuges et la levée de fonds, ainsi que la rédaction d’articles pour divers journaux. Menacée d'arrestation, elle doit fuir en France, où elle donne naissance à son fils Georges, dont le père est Millevoye. Durant son séjour parisien, elle fonde un mensuel, L’Irlande libre, pour attirer des sympathies à la cause de l’indépendance irlandaise, et finance l’édition d’un recueil de poèmes de Ellen O'Leary. Elle finit par rompre avec Millevoye et retourne en Irlande, avec son fils Georges, qui meurt d’une méningite le 30 août 1891. Le 10 octobre, nouvelle rencontre avec Yeats, à l’occasion des funérailles de Charles Stewart Parnell, le « roi sans couronne ». Le poète tente de la consoler de la perte de son fils avec des rituels magiques, mais elle a surtout recours au chloroforme. Elle rejoint le Hermetic Order of the Golden Dawn, un groupuscule s’occupant d’occultisme, dont Yeats est déjà membre depuis un an. En 1893, il organise pour elle une tournée de lectures en Irlande et en France.
L’année suivante, le couple séjourne à Paris, où il fait l'expérience du haschisch. Le 6 août, elle donne naissance à une fille, Iseult Gonne. Le 22 mars suivant, elle entame une tournée de lectures en France.

### Conversion
L’année 1897 est particulièrement riche. En janvier elle participe, toujours avec Yeats, à la création de la branche parisienne de la Young Ireland. Elle devient catholique en février 1897. Elle entame une tournée de réunions où elle prononce des discours : Paris, Dublin (le 21 juin ont lieu des émeutes anti-britanniques), Londres, York, Glasgow, Manchester, Cork, etc. D’octobre à décembre, elle voyage aux États-Unis pour collecter des fonds (1 000 £). Fin 1898, elle entreprend avec James Connolly la rédaction d’un manifeste sur le problème de la famine, Les Droits de la vie et les droits de la propriété.

### Inghinidhe na hÉireann
Puis Maud Gonne fonde un groupe militant, Inghinidhe na hÉireann (les Femmes d’Erin), qui édite un mensuel du même nom dans lequel elle signe des articles à connotations nationalistes et féministes (1900). Ce groupe est impliqué dans le mouvement culturel irlandais (Gaelic Revival) dont le but est de promouvoir la langue et la culture gaéliques. Les activités sont diverses : éducation des femmes, cours de gaélique, danses, chants irlandais, distributions de repas gratuits aux enfants pauvres. 
Avec William Butler Yeats et Lady Gregory, elle participe à la fondation de l'Abbey Theatre à Dublin. Yeats est toujours amoureux. Elle lui inspire de nombreux poèmes, dont le célèbre The Wind Among the Reeds (Le vent parmi les roseaux). Il écrit à son intention la pièce de théâtre Kathleen Ni Houlihan, créée à Dublin le 2 avril 1902, dont elle interprète le rôle principal.

### Mariage
Contre toute attente, ce n’est pas Yeats qu’elle épouse, mais John MacBride, un commandant de l’Irish Brigade, en 1903. Le mariage est un échec et son mari retourne rapidement en Irlande. De cette brève union naîtra, l’année suivante, Seán MacBride, futur cofondateur d'Amnesty International. Elle rejoint Constance Markievicz, James Connolly et James Larkin dans la lutte pour contraindre les autorités à étendre la loi de 1906 sur les repas scolaires à l'Irlande, tout en s'activant pour nourrir les enfants pauvres de Dublin. 
Au début de la Première Guerre mondiale, elle milite contre la conscription des Irlandais dans l’armée britannique. Le 5 mai 1916, John MacBride est exécuté, après l’insurrection de Pâques.

### Derniers combats
Deux ans plus tard, elle est arrêtée et emprisonnée pour six mois à Holloway Prison (Londres), alors qu’elle poursuit son combat contre la conscription. 
À sa libération, elle retourne en Irlande et s’active au sein de la White Cross. Avec Charlotte Despard, elle fonde en 1922 une association pour défendre les prisonniers républicains, la Women's Prisoners' Defence League, et consigne des témoignages accablants sur les violences policières à Cork et à Kerry. 
En 1938, elle publie ses mémoires, A Servant of the Queen. Morte le 27 avril 1953, elle est inhumée à Dublin, dans le cimetière de Glasnevin, aux côtés de Daniel O'Connell, de Charles Stewart Parnell, d’Éamon de Valera, de James Larkin, de Constance Markievicz, de Michael Collins et d'autres.

## Sources et bibliographie
- Pierre Joannon, Histoire de l’Irlande et des Irlandais, GLM (Perrin), Paris, 2006,  (ISBN 2-286-02018-3).
- Roger Faligot, James Connolly et le mouvement révolutionnaire irlandais, Éditions Terre de Brume, Rennes, 1997,  (ISBN 2-908021-95-1).
- Anne Magny, Maud Gonne, réalité et mythe, analyse d'une présence historique et littéraire, thèse de doctorat, Caen, 1995.